# Rio Siriji
O rio Siriji é um curso de água que banha o estado de Pernambuco, no Brasil.  Nasce perto da divisa dos estados de Pernambuco e Paraíba, na serra do Jussurá, em São Vicente Férrer.
Ao longo de seu percurso, o rio Siriji é aproveitado para a construção de barragens. Uma delas é conhecida como Barragem de Condado, que durante algum tempo abasteceu a cidade de Limoeiro.
Em 2003, iniciou-se a construção de outra barragem, a Barragem de Poço Comprido, que inundou terras de 5 engenhos, parcial ou totalmente: Poço Comprido, Tabatinga, Araticuns, Gonzaga e Soledade.